# 田吉站

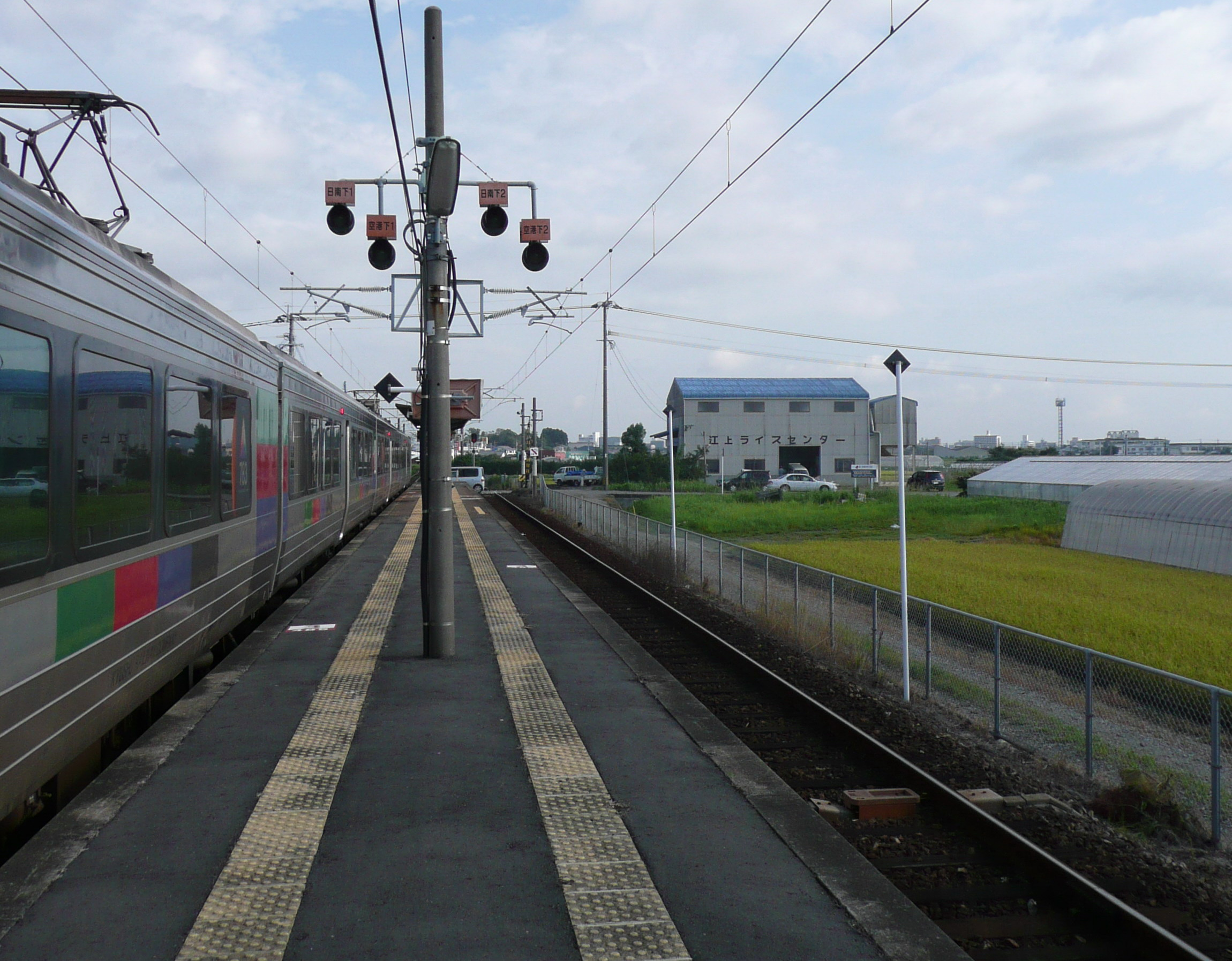
月台（2009年7月撮影）

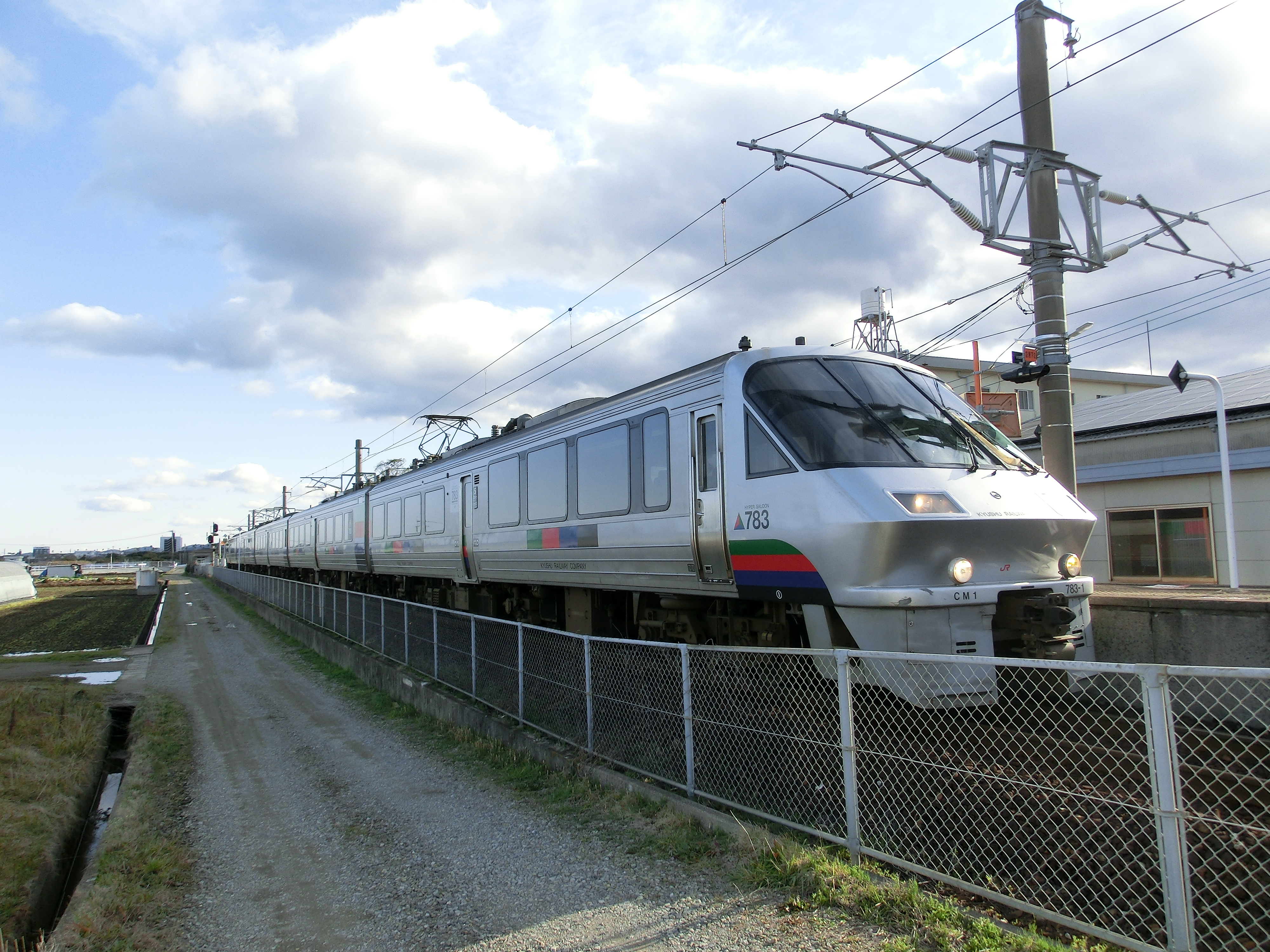
在田吉站等待中，前往大分的「日輪」22號

田吉站（日语：／ Tayoshi eki */?）是位於宮崎縣宮崎市大字田吉，九州旅客鐵道（JR九州）的日南線和宮崎機場線車站。

## 概要
此站原本是宮崎交通線車站，於1913年啟用，隨著路線廢止，此站設1962年廢止。翌年1963年，日本國有鐵道（國鐵）使用宮崎交通線遺址開設日南線，第2代的日南線車站啟用。後來由於使用人次減少，於1971年廢止。
後來經過國鐵分割民營化後，於1996年開設宮崎機場線之際，此站再次啟用，並成為日南線和宮崎機場線分支車站。現時第3代車站。另外，此站的所屬線是日南線。
此站為宮崎機場線的起點站，所有從宮崎機場開出的列車會由此駛回日南線至南宮崎站，大部分列車更會經宮崎站駛入日豐本線內。此站除了「海幸山幸」外所有特急列車均通過此站。但是，2014年12月14日舉行青島太平洋馬拉松之際，由於開設青島站出發前往南宮崎站的臨時普通列車，前往宮崎機場的特急「日輪11號」會在此站臨時停車並且可上落客。
特色列車「海幸山幸」普通車自由席亦適用於宮崎站至此站之間，但是之後的路段便需要另外支付特急費用。

## 車站構造

### 站房
第三代車站採用簡易車站模式，剛好位處於「赤江酢平交道」旁，並設有1座以組合屋所搭建而成的簡易式站房，站房內設有一張木製候車長櫈，以及一個儲物櫃，後方為儲物室，不對外開放。由於剛建於路軌旁邊，因此站房至平交道一段靠向路軌的一方有高身圍欄隔開，並裝有告示欄及車費表。通過跨線平交道口後，便到達月台入口，在此則安裝了對應SUGOCA及其他IC卡的出、入站專屬簡易式感應器。但SUGOCA的使用範圍只限南宮崎站方向和宮崎機場站方向，日南線的青島站、油津站方向不可使用。

### 月台
島式月台一座，共設有1面2線，長約120米，最長的6輛編成列車均可停靠交匯。但因為月台非常狹窄，1號月台只可容納4卡列車，2號月台只可容納5卡列車，6卡以上列車不可上落客。1號月台是本線，2線號月台上下行方向均設置了信號機。此站路軌配置是一線通過方式，可以進行追越列車。日南線和宮崎機場線的分支點在車站南邊鐵橋後方。此站的閉塞方式會進行更變，日南線上行（南宮崎方向）和宮崎機場線使用「特殊自動閉塞式（軌道回路檢知式）」，日南線下行（志布志方向）使用「特殊自動閉塞式（電子符號照査式）」。
又因月台非常狹窄，只在約20米長度的車站上蓋位置設置了4張獨立式候車座椅，其他部份皆沒有任何的設施。
| 月台    | 路線                  | 上下行                       | 方向                                       | 備註                  |
| ------- | --------------------- | ---------------------------- | ------------------------------------------ | --------------------- |
| 1       | ■日南線 （■日豐本線） | 上行                         | 南宮崎、宮崎、延岡、佐土原、高鍋、延岡方向 | 少數班次會使用1號月台 |
| 1       | ■宮崎機場線           | 下行                         | 宮崎機場方向                               | 1、2號月台亦會使用    |
| 2       | ■宮崎機場線           | 下行                         | 宮崎機場方向                               | 1、2號月台亦會使用    |
| ■日南線 | 下行                  | 青島、油津、南鄉、志布志方向 | 全部列車均使用本月台                       |                       |

## 歷史
- 1913年10月31日：宮崎交通線車站（第一代）啟用。
- 1962年7月1日：宮崎交通線廢止，此站廢止。
- 1963年5月8日：國鐵 日南線車站（第二代）啟用。
- 1971年10月1日：車站廢止[1]。
- 1996年7月18日：JR日南線、宮崎機場線車站（第三代）啟用[1]。
- 2015年11月14日：此站開始可以使用IC卡「SUGOCA」[3]。

## 使用狀況
在2016年度，1日平均乘車人次為49人，由於使用人數稀少，JR九州自2016年度起再沒有公佈本站的使用人數，包括列入日均客量超過100人的附錄表內。
| 年度     | 1日平均 乘車人次 |
| -------- | ---------------- |
| 1996     | 18               |
| 1997     | 28               |
| 1998     | 27               |
| 1999     | 30               |
| 2000     | 31               |
| 2001     | 30               |
| 2002     | 31               |
| 2003     | 28               |
| 2004     | 24               |
| 2005     | 30               |
| 2006     | 25               |
| 2007     | 30               |
| 2008     | 32               |
| 2009     | 28               |
| 2010     | 40               |
| 2011     | 37               |
| 2012     | 36               |
| 2013     | 40               |
| 2014     | 39               |
| 2015     | 37               |
| 2016     | 49               |
| 2017以後 | <100             |

## 車站周邊
車站周邊受到航空法的開發規制受限，只有住宅區和田園地帶。另外，車站可看到宮崎機場起飛或降落中的飛機。
- 宮崎市立赤江中學（日语：宮崎市立赤江中学校）
- 宮崎市政廳赤江地域中心
- 一葉道路（日语：一ツ葉道路） - 田吉交匯處、本鄉北方交匯處
- 宮崎縣警察宮崎南警署（日语：宮崎南警察署）
- 航空大學校（日语：航空大学校）

## 其他
- 在2003年上映的電影中，最後一幕於此站取景[5]。

## 相鄰車站
九州旅客鐵道（JR九州）
■日南線
■特急「海幸山幸」
南宮崎－田吉－子供之國
■快速「日南海洋號」
南宮崎－田吉－木花
■普通
南宮崎－田吉－南方
■宮崎機場線（途經日南線路段）
■特急「日輪」、「日輪喜凱亞」、「日向」
通過
■普通
南宮崎－田吉－宮崎機場

## 外部連結
- JR九州田吉站 （页面存档备份，存于）